# 鲍姆组
鲍姆组（德語：Baum Gruppe）是曾经活动于德国柏林的一个反纳粹抵抗组织。该组织成员大多是共产党人、犹太人、年轻人（很多都是十几岁的青少年或者已成年的年轻人）。
鲍姆组曾印刷、散发反纳粹印刷品，亦曾组织抵抗活动。后来，由于在柏林盧斯特花園的苏维埃天堂反苏展览现场纵火，鲍姆组大量成员在被捕后遭处决。